# Jakov Borisovič Zel'dovič
Jakov Borisovič Zel'dovič (in russo Яков Борисович Зельдович?; in bielorusso Я́каў Бары́савіч Зяльдо́віч?; Minsk, 8 marzo 1914 – Mosca, 2 dicembre 1987) è stato un astronomo e fisico sovietico di origine bielorussa. Conosciuto anche come YaB, è stato un importante fisico sovietico noto per i suoi prolifici contributi alla cosmologia fisica, alla catalisi, alle onde d'urto, alla fisica nucleare, alla combustione e ai fenomeni idrodinamici..
A partire dal 1943, Zeldovich, fisico autodidatta, iniziò la sua carriera svolgendo un ruolo cruciale nello sviluppo dell'ex programma sovietico di armi nucleari. Nel 1963 tornò al mondo accademico per intraprendere contributi pionieristici sulla comprensione fondamentale della termodinamica dei buchi neri e espandendo la portata della cosmologia fisica (ad esempio ipotizzando l'effetto Sunyaev-Zel'dovich)

## Biografia
Nato nel 1914 a Minsk, nella casa del nonno, da genitori bielorussi di origine ebraica, dopo 4 mesi dalla nascita la famiglia si trasferì a San Pietroburgo, dove rimase fino al 1941 quando, a seguito dell'invasione delle Potenze dell'Asse, la famiglia fu evacuata e costretta a rifugiarsi a Kazan' sino al 1943.
Suo padre, Boris Naumovich Zeldovich, era un avvocato; sua madre, Anna Petrovna Zeldovich (nata Kiveliovich), traduttrice dal francese al russo, era membro dell'Unione degli scrittori. Nonostante fosse nato in una famiglia ebrea devota e religiosa, Zeldovich era un "ateo assoluto".
A partire dal 1931, all'età di soli 17 anni, Zel'dovič diventò assistente all'Istituto di Chimica Fisica presso l'Accademia russa delle scienze. Nel 1943 iniziò la sua partecipazione al Programma nucleare sovietico lavorando a lungo in collaborazione con Igor' Vasil'evič Kurčatov.
Zeldovich era un autodidatta. Era considerato dotato di un intelletto straordinariamente versatile e durante la sua vita esplorò e diede importanti contributi a una vasta gamma di attività scientifiche.  Nel maggio del 1931, a soli 27 anni, ottenne un incarico come assistente di laboratorio presso l'Istituto di Fisica Chimica dell'Accademia delle Scienze dell'Unione Sovietica, e rimase associato all'istituto per il resto della sua vita. Come assistente di laboratorio, ricevette istruzioni preliminari sugli argomenti coinvolti nella chimica fisica e costruì la sua reputazione tra i superiori presso l'Istituto di Fisica Chimica.
Dal 1932 al 1934, Zeldovich frequentò i corsi di laurea in fisica e matematica presso l'Università Statale di Leningrado (ora Università Statale di San Pietroburgo), e in seguito frequentò le lezioni tecniche di fisica introduttiva all'Istituto Politecnico di Leningrado (ora Università Politecnica di San Pietroburgo Pietro il Grande).
Nel 1936 ottenne con successo titolo di Candidato alla Scienza (un equivalente sovietico del dottorato di ricerca), avendo difeso brillantemente la sua tesi sul tema dell'"adsorbimento e catalisi su superfici eterogenee". La sua tesi si concentrò sulla ricerca sull'isoterma di adsorbimento di Freundlich (o classica), e Zeldovich scoprì il fondamento teorico di questa osservazione empirica.
Nel 1939, Zeldovich preparò una discussione basata sulla teoria matematica dell'interpretazione fisica dell'ossidazione dell'azoto, e ricevette con successo il dottorato in fisica matematica quando fu rivista da Alexander Frumkin. Zeldovich scoprì il suo meccanismo, noto in chimica fisica come meccanismo termico NOx o meccanismo di Zeldovich.

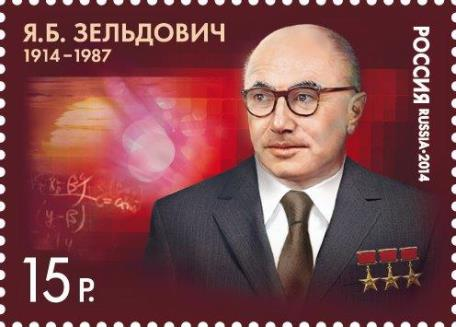
Y. B. Zel'dovič (1914–87) in un ufficio postale russo nel 2014

Nel 1952 iniziò uno studio approfondito sulle particelle elementari e sulla loro trasformazione, intuendo l'esistenza del decadimento beta e del pione. Il 20 giugno 1958 fu eletto accademico dell'Accademia delle scienze dell'URSS. Insieme a Semën Gerštein notò l'analogia tra le interazioni deboli ed elettromagnetiche, e nel 1960 predisse il fenomeno della catalisi dei muoni (più precisamente, la fusione dt catalizzata dai muoni).
Negli anni 60 effettuò studi in campo astrofisico. Nel 1964 Zel'dovič, ed in maniera indipendente anche Edwin Ernest Salpeter, furono tra i primi ad ipotizzare l'esistenza di un disco di accrescimento attorno ad un buco nero di grosse dimensioni responsabile della massiccia quantità di energia rilasciata dalle quasar. Dal 1965 fu professore presso il Dipartimento di Fisica dell'Università Statale di Mosca e capo della divisione di Astrofisica Relativistica presso l'Istituto Astronomico Sternberg. Nel 1966, lui e Igor Novikov furono i primi a proporre la ricerca di candidati buchi neri tra sistemi binari in cui una stella è otticamente luminosa e i raggi X scuri e l'altra otticamente oscura ma luminosa ai raggi X (il candidato buco nero).
Zeldovich lavorò sulla teoria dell'evoluzione dell'universo caldo, sulle proprietà della radiazione di fondo a microonde, sulla struttura su larga scala dell'universo e sulla teoria dei buchi neri. Predisse, con Rashid Sunyaev, che la radiazione cosmica di fondo avrebbe dovuto subire uno scattering Compton inverso. Questo è chiamato effetto Sunyaev-Zel'dovich, e le misurazioni effettuate con telescopi come l'Atacama Cosmology Telescope e il South Pole Telescope lo hanno stabilito come una delle principali sonde osservative della cosmologia degli ammassi. Zeldovich contribuì con intuizioni acute sulla natura della struttura su larga scala dell'universo, in particolare, attraverso l'uso della teoria delle perturbazioni lagrangiana (l'approssimazione di Zeldovich) e l'applicazione dell'approccio dell'equazione di Burgers tramite l'approssimazione di aderenza. 
Nel 1974, in collaborazione con A. G. Polnarev, suggerì l'esistenza di un effetto memoria gravitazionale, per il quale un sistema di particelle in caduta libera, inizialmente relativamente a riposo, si ritrova spostato dopo il passaggio di un impulso di onde gravitazionali.
Nel 1977, Zeldovich insieme a Fëdor Shapiro fu insignito della Medaglia Kurchatov, il più alto riconoscimento in fisica nucleare dell'Unione Sovietica. La citazione era "per la previsione delle caratteristiche dei neutroni ultrafreddi, la loro rilevazione e indagine". Il 20 giugno 1958 fu eletto accademico dell'Accademia delle scienze dell'URSS. È stato capo divisione presso l'Istituto di Matematica Applicata dell'Accademia delle Scienze dell'URSS dal 1965 al gennaio 1983.

### Termodinamica dei buchi neri
Zeldovich ha svolto un ruolo chiave nello sviluppo della teoria dell'evaporazione dei buchi neri dovuta alla radiazione di Hawking. Zeldovich e Charles W. Misner hanno contemporaneamente previsto la possibilità di generazione di particelle attraverso la rotazione dei buchi neri di Kerr nel 1971, 1972. In precedenza, nel 1965, Zeldovich aveva predetto che i buchi neri di Kerr avrebbero diviso le linee di emissione dei fotoni come in un effetto Zeeman. Durante la visita di Stephen Hawking a Mosca nel 1973, gli scienziati sovietici Zeldovich e Alexei Starobinsky dimostrarono a Hawking che, secondo il principio di indeterminazione della meccanica quantistica, i buchi neri rotanti dovrebbero creare ed emettere particelle.

## Morte
Morì a Mosca il 2 dicembre 1987. Fu sepolto nella sezione 10ª del cimitero di Novodevichy.
Una strada di Mosca che porta dalla Leninsky Prospekt all'Istituto di Fisica Chimica dell'Accademia Russa delle Scienze prende il nome da Zeldovich.
Nella città di Zeldovich, Minsk, un suo busto in bronzo è stato installato in via Surganov, tre volte Eroe del Lavoro Socialista.

## Vita privata
Yakov Zeldovich si sposò con Varvara Pavlovna Konstantinova. Ebbero un figlio (Boris Zeldovich) e due figlie (Olga Yakovlevna Zeldovich e Marina Yakovlevna Zeldovich), anche loro anche fisici.
Zeldovich ebbe anche una figlia, Annushka, avuta da O.K. Shiryaeva. Ebbe un'altra figlia nel 1945, Alexandra Varkovitskaya, con la linguista Ludmila Varkovitskaya. Zeldovich ebbe nel 1958 un altro figlio con Nina Nikolaevna Agapova, il cui nome era Leonid Yakovlevich Agapov (morto nel 2016 all'età di 58 anni).

## Opere

### Libri
- (con Ruzmaikin A.A.) Problemi di dinamo in astrofisica, Editori scientifici di Cambridge, 2015 ISBN 978-1908106445.
- (Novikov I.D.)  Stelle e relatività, Dover, 2014
- (con Raizer Yu.P.)  Fisica delle onde d'urto e dei fenomeni idrodinamici ad alta temperatura, volume 1 e 2. Dover, 2012
- (con Perelomov A. M.) Meccanica quantistica: argomenti selezionati, Mondo scientifico, 1999 ISBN 978-9810235505.
- (con Myskis A. D) Elementi di Matematica Applicata, Editori Mir, 1976
- (con Myskis A. D.) Elementi di fisica matematica
- Zel'dovich Ya.B, Opere selezionate: particelle, nuclei e universo, Princeton University Press, 1993 ISBN 978-0691087429.
- Zel'dovich Ya.B. Opere selezionate: fisica chimica e idrodinamica, Princeton University Press, 1992 ISBN 978-0691085944.
- Zel'dovich Ya.B. Il mio universo: recensioni selezionate, Routledge, 1992 ISBN 978-3718650040.
- (con Ruzmaikin A.A., Sokoloff D.D.) Campi magnetici in astrofisica, Gordon & Breach Science Pub, 1990 ISBN 978-0677223308.
- (con Ruzmaikin A.A., Sokoloff D.D.) L'Onnipotente Possibilità, Mondo scientifico, 1990 ISBN 978-9971509163.
- (con Yaglom I.M.) Matematica superiore per fisici e ingegneri principianti, Sala Prentice, 1988 ISBN 978-0133876482.
- (con Barenblatt G., Librovich V.B., Makhviladze G.M.) La teoria matematica della combustione e delle esplosioni, Ufficio dei consulenti, 1985 ISBN 978-0306109744.
- (con Pilipetsky N.F., Shukunov V.V.) Principi di coniugazione di fase, Springer, 1985 ISBN 978-3-662-13573-0.
- (con Novikov I.D.) Astrofisica Relativistica: La Struttura e l'Evoluzione dell'Universo, vol 2. Stampa dell'Università di Chicago, 1983 ISBN 978-0226979571.
- (con Novikov I.D.) Astrofisica Relativistica: Stelle e Relatività, vol 1. Stampa dell'Università di Chicago, 1971 ISBN 978-0226979557.
- (con Raizer Yu.P.) Elementi di gasdinamica e teoria classica delle onde d'urto, Stampa accademica, 1968
- (con Yakov B.; Kompaneets, Aleksandr Solomonovich) Teoria della detonazione, Stampa accademica, 1960

## Onorificenze
- Bruce Medal (1983)
- Gold Medal of the Royal Astronomical Society (1984).
- Kurchatov Medal (1977)
- Premio nazionale dell'URSS (1943, 1949, 1951, 1953)
- Premio Lenin (1957)

## Dediche
A lui è stato dedicato l'asteroide 11438 Zeldovich.